# Hellington
Hellington is een civil parish in het bestuurlijke gebied South Norfolk, in het Engelse graafschap Norfolk met 69 inwoners.